# Victoria Mata
Victoria Mata (chính thức, Mercedes Victoria Mata García) là bộ trưởng thể thao của Venezuela. Cô được bổ nhiệm vào ngày 4 tháng 1 năm 2008 như là một phần của "tái cấu trúc sâu sắc" của chính phủ.